# Magyarföld
Magyarföld is een plaats (község) en gemeente in het Hongaarse comitaat Zala. Magyarföld telt 34 inwoners (2001).